# Major de Sarrià
Major de Sarrià (Catalaans: Major de Sarrià, Spaans: Mayor de Sarrià) is de hoofdstraat van de wijk Sarrià in het district Sarrià-Sant Gervasi in Barcelona. Grote delen van de straat zijn alleen toegankelijk voor voetgangers. In dat deel van de straat zitten veel winkels en restaurants.